# Provincia di Phang Nga
La provincia di Phang Nga  si trova in Thailandia, nella regione della Thailandia del Sud. Si estende per 4.171 km², ha 268 229 abitanti (2020) e il capoluogo è il distretto di Mueang Phang Nga. La città principale è Phang Nga.

## Geografia antropica
La provincia è suddivisa in 8 distretti (amphoe). Questi a loro volta sono suddivisi in 48 sottodistretti (tambon) e 314 villaggi (muban).
| 1. Mueang Phangnga 2. Ko Yao 3. Kapong 4. Takua Thung | 1. Takua Pa 2. Khura Buri 3. Thap Put 4. Thai Mueang |

### Amministrazioni comunali
Nella provincia non vi sono città maggiori, i soli comuni che hanno lo status di città minore (thesaban mueang) sono Phang Nga e Takua Pa, che a tutto il 2020 avevano rispettivamente 10 329 e 8 229 residenti.